# 磷化钪
磷化钪是一种无机化合物，化学式为ScP，它可由钪和红磷在1000 °C反应得到。氯化钪和磷化氢反应，其表面也会形成磷化钪。它对水和碱稳定，可以和酸反应。它在空气中加热至1000 °C，会生成四方相的磷酸钪。它和钴或镍通过电弧熔炼，可以得到ScCoP和ScNiP。